# Final da Liga dos Campeões da UEFA de 2013–14
A Final da Liga dos Campeões da UEFA de 2013–14 foi a 59ª edição da decisão da principal competição de clubes da Europa. Foi disputada em 24 de maio de 2014 no Estádio da Luz, em Lisboa, Portugal. Luís Figo foi escolhido pela UEFA como embaixador deste evento.
A cerimônia de abertura foi produzida pela empresa Circo de Bakuza e contou com a participação de mais de 500 voluntários, liderados pela coreografa britânica Wanda Rokicki. A cantora portuguesa Mariza cantou o Hino da Liga dos Campeões, acompanhada pelo Coro da Universidade de Lisboa. 
Como campeão o Real Madrid enfrentou o Sevilla campeão da Liga Europa 2013–14 na Supercopa da UEFA de 2014. E também na Copa do Mundo de Clubes da FIFA de 2014, como representantes da UEFA.

## Caminhos até a final
| Time        | Pts | J | V | E | D | GP | GC | SG  |
| ----------- | --- | - | - | - | - | -- | -- | --- |
| Real Madrid | 16  | 6 | 5 | 1 | 0 | 20 | 5  | +15 |
| Galatasaray | 7   | 6 | 2 | 1 | 3 | 8  | 14 | -6  |
| Juventus    | 6   | 6 | 1 | 3 | 2 | 9  | 9  | 0   |
| København   | 4   | 6 | 1 | 1 | 4 | 4  | 13 | -9  |

| Time               | Pts | J | V | E | D | GP | GC | SG  |
| ------------------ | --- | - | - | - | - | -- | -- | --- |
| Atlético de Madrid | 16  | 6 | 5 | 1 | 0 | 15 | 3  | +13 |
| Zenit              | 6   | 6 | 1 | 3 | 2 | 5  | 8  | -3  |
| Porto              | 5   | 6 | 1 | 2 | 3 | 4  | 7  | -3  |
| Austria Viena      | 5   | 6 | 1 | 2 | 3 | 5  | 10 | –5  |

Legenda: (C) casa; (F) fora

## Partida
| 24 de maio de 2014 | Real Madrid                                                                   | 4 – 1 (pro) | Atlético de Madrid | Estádio da Luz, Lisboa                     |
| 19:45 (UTC+1)      | Sergio Ramos 90+3' · Bale 110' · Marcelo 118' · Cristiano Ronaldo 120' (pen.) | Relatório   | Godín 36'          | Público: 60 976 Árbitro: NED Björn Kuipers |

| Real Madrid | Atl. Madrid |

| G               | 1  | Iker Casillas ()   |        |     |
| LD              | 15 | Daniel Carvajal    |        |     |
| Z               | 4  | Sergio Ramos       | 27'    |     |
| Z               | 2  | Raphaël Varane     | 120+2' |     |
| LD              | 5  | Fábio Coentrão     |        | 59' |
| M               | 19 | Luka Modrić        |        |     |
| V               | 6  | Sami Khedira       | 45+1'  | 59' |
| M               | 22 | Ángel Di María     |        |     |
| A               | 11 | Gareth Bale        |        |     |
| A               | 9  | Karim Benzema      |        | 79' |
| A               | 7  | Cristiano Ronaldo  | 120'   |     |
| Substitutos:    |    |                    |        |     |
| G               | 25 | Diego López        |        |     |
| Z               | 3  | Pepe               |        |     |
| LE              | 12 | Marcelo            | 118'   | 59' |
| Z               | 17 | Álvaro Arbeloa     |        |     |
| M               | 23 | Isco               |        | 59' |
| M               | 24 | Asier Illarramendi |        |     |
| A               | 21 | Álvaro Morata      |        | 79' |
| Treinador:      |    |                    |        |     |
| Carlo Ancelotti |    |                    |        |     |

| G             | 13 | Thibaut Courtois   |      |     |
| LD            | 20 | Juanfran           | 74'  |     |
| Z             | 23 | Miranda            | 53'  |     |
| Z             | 2  | Diego Godín        | 119' |     |
| LE            | 3  | Filipe Luís        |      | 83' |
| M             | 8  | Raúl García        | 27'  | 66' |
| M             | 5  | Tiago              |      |     |
| M             | 14 | Gabi ()            | 100' |     |
| M             | 6  | Koke               | 86'  |     |
| A             | 19 | Diego Costa        |      | 9'  |
| A             | 9  | David Villa        | 73'  |     |
| Substitutos:  |    |                    |      |     |
| G             | 1  | Daniel Aranzubia   |      |     |
| Z             | 12 | Toby Alderweireld  |      | 83' |
| M             | 4  | Mario Suárez       |      |     |
| M             | 11 | Cristian Rodríguez |      |     |
| M             | 24 | José Ernesto Sosa  |      | 66' |
| M             | 26 | Diego              |      |     |
| A             | 7  | Adrián López       |      | 9'  |
| Treinador:    |    |                    |      |     |
| Diego Simeone |    |                    |      |     |

Assistentes:

 Sander van Roekel

 Erwin Zeinstra

Quarto árbitro:

 Cüneyt Çakır

Assistentes adicionais:

 Pol van Boekel

 Richard Liesveld